# Vertice mondiale sulla sicurezza alimentare
Il Vertice Mondiale sulla Sicurezza Alimentare  si è svolto a Roma dal 16 al 18 novembre 2009. La decisione di organizzare il vertice è stata presa nel giugno del 2009 dal Consiglio dell'Organizzazione per l'Alimentazione e l'Agricoltura delle Nazioni Unite (FAO), su proposta del Direttore Generale Jacques Diouf. Sei capi di Stato e di Governo e 192 ministri, da 182 paesi e della Comunità Europea, hanno partecipato al Vertice.

## Contesto
La FAO dichiara che la situazione globale della sicurezza alimentare è peggiorata e continua ad essere una seria minaccia. Esiste un miliardo di persone affette da fame cronica nel mondo e recenti statistiche dicono che questo numero potrebbe aumentare di 100 milioni nel 2009. I prezzi del cibo continuano irrimediabilmente a rimanere alti nei paesi di sviluppo, mentre la crisi economica globale aggrava la situazione danneggiando l'occupazione e aumentando la povertà.

## Risultati
Il Vertice ha adottato unanimemente una dichiarazione che impegna tutte le nazioni a sradicare la fame il più presto possibile. È stato dichiarato l'impegno ad aumentare sostanzialmente gli aiuti all'agricoltura dei paesi in via di sviluppo in maniera che il miliardo di affamati nel mondo si renda autosufficiente. La dichiarazione ha confermato l'obiettivo di ridurre la fame della metà entro il 2015.

## Fondi
La FAO ha annunciato a luglio che l'Arabia Saudita ha accettato di contribuire al costo dell'evento, stimato a $2.5 milioni. L'offerta venne fatta durante una visita ufficiale del direttore Diouf.

## Eventi correlati
La FAO sostiene che questi tre eventi dell'ottobre 2009 hanno gettato le basi per il Vertice. Tali eventi erano: il forum How to Feed the World in 2050, 12-13 ottobre; il Committee on World Food Security , dal 14 al 17 ottobre; il World Food Day il 16 ottobre.
Prima del Vertice, come sforzo per convincere i governi a dedicare i necessari fondi e le priorità all'alimentazione e all'agricoltura, la FAO ha lanciato la campagna on line Campagna -1 miliardo di persone soffre di fame cronica contro la fame e ha invitato tutti a firmare per la risoluzione del problema.
Il Direttore Generale della FAO, Jacques Diouf, ha comunicato durante una riunione del settore privato pre vertice il 12 novembre che l'importanza del settore privato è aumentata grazie alla privatizzazione, globalizzazione e alla trasformazione della catena alimentare.
Alla vigilia del Vertice, il Direttore Generale della FAO ha iniziato uno sciopero della fame per sollecitare un'azione immediata per porre fine alla vergogna della fame ed in solidarietà con il miliardo di uomini donne e bambini che soffrono di malnutrizione cronica.
Diouf ha fatto appello alle persone “di buona volontà” in tutto il mondo affinché si uniscano a lui in uno sciopero della fame mondiale nel corso di questo fine settimana.
Tra le iniziative collaterali spicca il convegno di Firenze, organizzato presso l'auditorium del quotidiano La Nazione con la partecipazione di un gruppo di docenti universitari che da anni studiano queste tematiche.